# Barbara Keith
Barbara Keith is een Amerikaans singer-songwriter en gitarist. Ze was actief tussen 1968 en 1973, en opnieuw sinds de jaren negentig met haar man en zoon in de Stone Coyotes. Haar liedjes vonden geregeld een tweede leven als cover van andere artiesten.

## Biografie
Keith werd geboren in de stad New York. Ze is getrouwd met Doug Tibbles, een scriptschrijver voor onder meer The Andy Griffith Show en The Munsters.
Ze werd ontdekt in Café Wha in Greenwich Village in Lower Manhattan. In 1968 bracht ze als lid van de band Kangaroo drie singles en een elpee uit. Hierna ging ze alleen verder, en in 1969 kwam ze met haar eerste, titelloze elpee. In dit jaar verscheen ook haar single Fisherman king, waarvan hetzelfde jaar in Nederland een versie verscheen van Patricia Paay. In 1972 verscheen haar tweede elpee, eveneens titelloos. Daarnaast verschenen nog enkele singles, waaronder All along the watchtower (een cover van Bob Dylan) en haar eigen nummer Free the people dat door in elk geval tien artiesten werd gecoverd. Andere nummers uit haar pen waarvan meerdere covers verschenen, zijn Bramble and the rose en The road I took to you.
Hierna verdween ze een groot aantal jaren uit de publiciteit, totdat ze in de jaren negentig met haar man en zoon de Stone Coyotes begon. Haar man speelt drums en haar zoon basgitaar.
- Bibliothèque nationale de France: cb14764918p (data)
- International Standard Name Identifier: 0000 0001 1984 3698
- MusicBrainz: 9ad563de-5980-48a8-a5e7-35e7298a9e92
- Virtual International Authority File: 170840220
- WorldCat: E39PBJrKRJYXjpMwB6chhTVV4q